# Amapá do Maranhão
Amapá do Maranhão is een gemeente in de Braziliaanse deelstaat Maranhão. De gemeente telt 6.451 inwoners (schatting 2009).